# オープン・アームズ
「オープン・アームズ」(Open Arms)は、ジャーニーの楽曲。

## 解説
- 本曲はキーボードのジョナサン・ケインが、ジャーニー移籍前のベイビーズ（後のバッド・イングリッシュ）在籍中に書いたもの。ベイビーズ時代にはボーカルのジョン・ウェイトの反対に遭い、日の目を見ることがなかった。
- ジャーニー 7枚目のスタジオ・アルバム『エスケイプ』からの3枚目のシングルとして発売された。
- シングルでジャーニー最高位のBillboard Hot 100で全米2位、キャッシュボックス、ラジオ&レコーズでは全米1位、そしてのちにマライア・キャリーによるカバーでのリバイバル・ヒットと、記録的な一曲になった。
- 日本では2004年の映画『海猿』の主題歌として起用された[1]。

## マライア・キャリーのカバー
1995年にはマライア・キャリーによるカバー・バージョンが発表された。マライアのバージョンは、5枚目のスタジオ・アルバム『デイドリーム』から3枚目のシングルカットとして発売されたほか、スペイン語バージョン（「El Amor Que Soñé」）も制作された。
ミュージック・ビデオは同年に行われた『マライア・キャリー・アット・マジソン・スクエア・ガーデン』でのライヴ・バージョンがそのまま使用された。

### 収録曲
| #  | タイトル                                                                              | 作詞 | 作曲・編曲 | 時間 |
| -- | ------------------------------------------------------------------------------------- | ---- | ---------- | ---- |
| 1. | 「オープン・アームズ」                                                                |      |            | 3:30 |
| 2. | 「アイ・アム・フリー」                                                                |      |            | 3:09 |
| 3. | 「ファンタジー (Live from Fantasy: Mariah Carey at Madison Square Garden)」           |      |            | 4:32 |
| 4. | 「ヴィジョン・オブ・ラヴ (Live from Fantasy: Mariah Carey at Madison Square Garden)」 |      |            | 3:50 |

| #  | タイトル               | 作詞 | 作曲・編曲 |
| -- | ---------------------- | ---- | ---------- |
| 1. | 「オープン・アームズ」 |      |            |
| 2. | 「ヒーロー」           |      |            |
| 3. | 「ウィズアウト・ユー」 |      |            |
| 4. | 「アイル・ビー・ゼア」 |      |            |

### チャート成績
| チャート（1996年）               | 最高順位 |
| -------------------------------- | -------- |
| イギリス（全英シングルチャート） | 4        |